# یوهانس بوبروفسکی

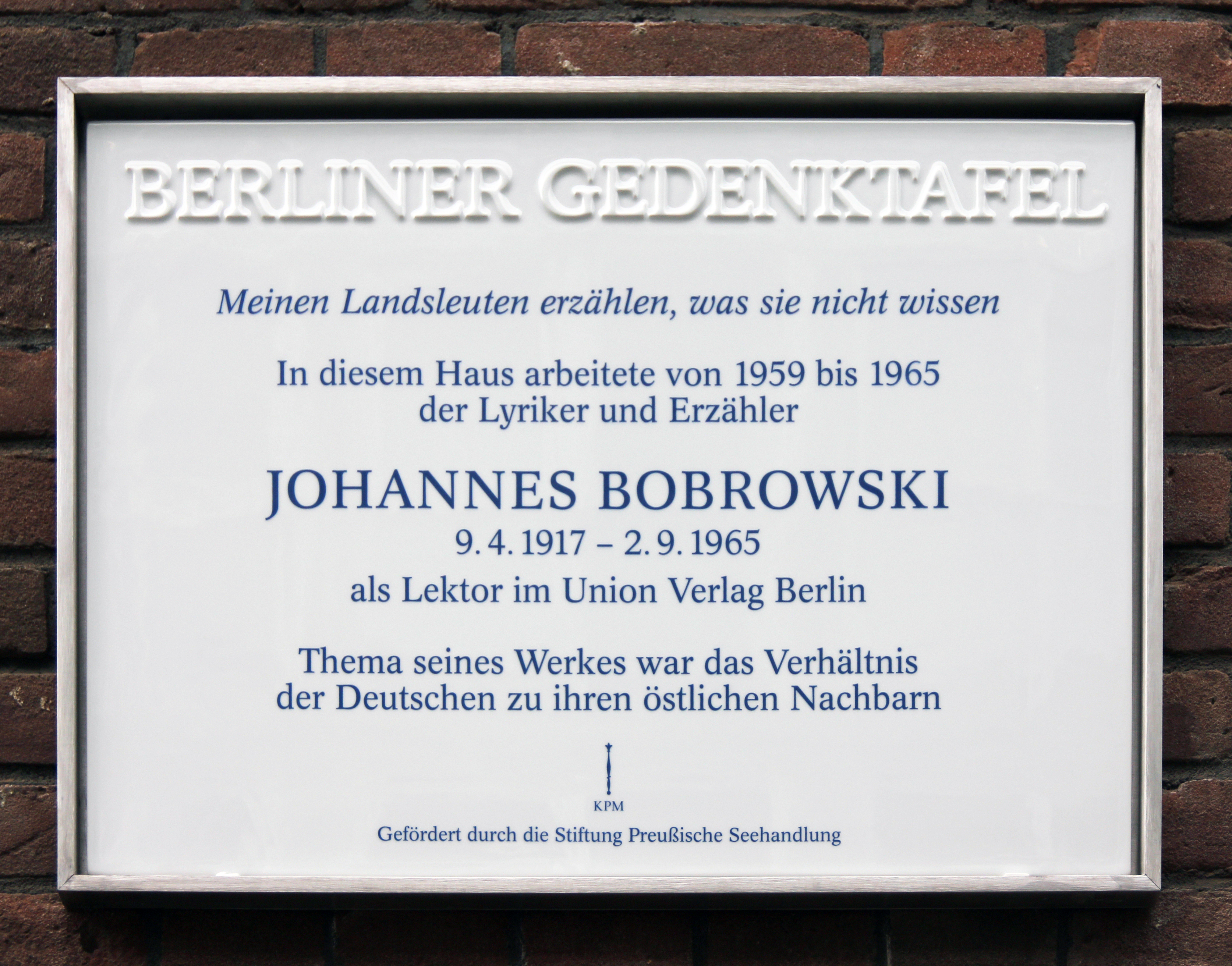
پلاک یادبود برلین، یوهانس بوبروفسکی، زیمرشتراس ۸۰، برلین-میته، آلمان

یوهانس بوبروفسکی (در اصل یوهانس کنراد برنهارد بوبرووسکی؛ ۹ آوریل ۱۹۱۷ – ۲ سپتامبر ۱۹۶۵) شاعر، نویسنده روایت، اقتباس و مقاله‌نویس اهل آلمان بود.

## زندگی
بابرووسکی در ۹ آوریل ۱۹۱۷ در سووتسک، کالینینگراد در پروس خاوری به دنیا آمد. در سال ۱۹۲۵، او ابتدا به کنتشین نقل مکان کرد، سپس در سال ۱۹۲۸ به کونیگسبرگ رفت و در آنجا در جیمنیزیوم حضور یافت. یکی از معلمان وی ارنست ویشرت بود. در سال ۱۹۳۷، او مدرک تاریخ هنر را در دانشگاه هومبولت برلین آغاز کرد. بابرووسکی به عنوان یکی از اعضای کلیسای اعتراف، با مقاومت آلمان در برابر ناسیونال سوسیالیسم تماس داشت. او در تمام جنگ جهانی دوم در لهستان، فرانسه و اتحاد جماهیر شوروی سرهنگی بود. در سال ۱۹۴۳ با یوهانا بودروس ازدواج کرد.
از سال ۱۹۴۵ تا ۱۹۴۹، بابرووسکی توسط اتحاد جماهیر شوروی زندانی شد، جایی که او در معدن زغال‌سنگ کار کرد. پس از آزادی، او به خانه نزد خانواده‌اش در منطقه حومه برلین در فردریششاگن، در بخش اشغال‌شده برلین توسط شوروی بازگشت. او به عنوان ویراستار، ابتدا در Altberliner Verlag، ناشر کودکان که توسط Lucie Grosner اداره می‌شد، و سپس، از ۱۹۵۹ به بعد، در انتشارات Union Verlag کار کرد.
کار بوبروفسکی تحت‌تأثیر دانش او از مناظر اروپای شرقی و فرهنگ‌ها و زبانهای آلمانی، بالتیک و اسلاوی، همراه با اسطوره‌های باستانی بود. اولین اشعار او در طول جنگ، در سال ۱۹۴۴، در مجله Das innere Reich در مونیخ منتشر شد.
در سال ۱۹۶۰ او اشعار خود را در نشستی در اشافنبورگ، باواریا، از انجمن ادبی تأثیرگذار آلمان غربی، گروه ۴۷ خواند. سال بعد اولین کتاب شعرهای جمع‌آوری شده او، Sarmatische Zeit (Sarmatian Times)، در آلمان غربی و شرقی منتشر شد. پس از از دست دادن نشست پاییز ۱۹۶۱ گروه ۴۷، از آنجا که این جلسه درست بعد از ساختمان دیوار برلین صورت گرفت، او توانست در جلسه بعدی که در اکتبر ۱۹۶۲ در وانسی، در برلین غربی برگزار شد، شرکت کند. در آن مناسبت او هفت شعر از آنهایی را که بعداً در مجموعه وی Wetterzeichen (علائم آب و هوا) ظاهر شد، خواند و جایزه ادبی معتبر گروه را دریافت کرد.
بابرووسکی در نتیجهٔ آپاندیس سوراخ شده در برلین شرقی در ۲ سپتامبر ۱۹۶۵ و در قبرستان فردریششگن به خاک سپرده شد. از سال ۱۹۹۲، بنیاد تجارت دریایی پروس (Stiftung Preußische Seehandlung) کمک‌های مالی را به نشان یوهانس بروبروسکی اهدا کرده‌است.

## اظهار نظر دربارهٔ فریدون فرخزاد
وی پس از اهدا جایزه ادبی برلین به فریدون فرخزاد گفت:
این شاعران ایرانی به ما نشان داده‌اند که در دنیای مملو از وحشت جنگ، هنوز می‌توان زیست!

## آثار ادبی
- " Sarmatische Zeit " (سرزمین Sarmatia)، اشعار، ۱۹۶۱
- " Schattenland Ströme " (سرزمین سایه)، اشعار، ۱۹۶۲
- رمان " Levins Mühle، 34 Sätze über meinen Großvater " (آسیاب لوین، ۳۴ داستان دربارهٔ پدربزرگم)، ۱۹۶۴
- داستانهای کوتاه " Boehlendorff und Mäusefest "، ۱۹۶۵
- " Litauische Claviere " (پیانوهای لیتوانیایی)، رمان، ۱۹۶۶
- " Wetterzeichen " (علائم هوا)، اشعار، ۱۹۶۷
- " Der Mahner " (The Admonisher)، داستان‌های کوتاه، ۱۹۶۷ با "Boehlendorff und Mausefest" به عنوان "طعم تلخی راً در ۱۹۷۰ ترجمه کرد
- " Im Windgesträuch " (در بیابان بادی)، اشعاری از مجری ادبی بابروفسکی، ۱۹۷۰
- «سرزمین‌های سایه» منتخب اشعار ترجمه روت و متیو مید، ۱۹۸۴

## فیلم‌ها
- " Levins Mühle " (آسیاب لوین)، فیلمبرداری شده در سال ۱۹۸۰ توسط هورست سیمن برای استودیوهای فیلمسازی DEFA، با اروین گشونک، کریستین گراشوف و کاتیا پاریلا.
- " Grüsse aus Sarmatien für den Dichter Johannes Bobrowski " (درود از Sarmatia برای شاعر Johannes Bobrowski)، ۱۹۷۳ - فیلم کوتاه توسط فولکر کوپ

## اپرا
- " Levins Mühle " (آسیاب لوین) از اودو زیمرمن، اولین نمایش در سال ۱۹۷۳، تهیه‌کننده هری کوپر

## جوایز
- جایزه آلما یوهانا کونیگ، ۱۹۶۲
- جایزه «گروه ۴۷»، ۱۹۶۲
- جایزه هاینریش مان، ۱۹۶۵، برای Levins Mühle (آسیاب لوین)
- جایزه بین‌المللی چارلز ویلون، ۱۹۶۵
- جایزه FC Weiskopf ،۱۹۶۷

## دربارهٔ بوبروفسکی و کارهای او
- دیتمار آلبرشت، آندریاس دگن و همکاران. (ویرایش): Unverschmerzt. یوهانس بابرووسکی - Leben und Werk. مونیخ ۲۰۰۴
- آندریاس دگن: Bildgedächtnis. Zur poetischen Funktion der Sinneswahrnehmung im Prosawerk Johannes Bobrowskis. برلین ۲۰۰۴
- سابین ایگر: Dialog mit dem Fremden. Erinnerung an den "europäischen Osten" in der Lyrik Johannes Bobrowskis. وورتزبورگ ۲۰۰۹.شابک ‎۹۷۸-۳-۸۲۶۰-۳۹۵۲-۲
- ابرهارد هاوف: بابرووسکی -کرونیک. Daten zu Leben und Werk. وورتزبورگ ۱۹۹۴
- کریستوف مکل: ارینرونونگ و یوهانس بابرووسکی. مونیخ، وین ۱۹۸۹.
- Bernd Leistner: Johannes Bobrowski - Studien und Interpretationen. برلین ۱۹۸۱
- گرهارد روستین (ویرایش): Ahornallee 26 oder Epitaph für Johannes Bobrowski. اشتوتگارت ۱۹۷۸.شابک ‎۳−۴۲۱−۰۱۸۳۱−۶شابک 3-421-01831-6
- گرهارد روستین (ویرایش) Johannes Bobrowski - Selbstzeugnisse und neue Beiträge über sein Werk. برلین ۱۹۷۵
- گرهارد گرگ: Beschreibung eines Zimmers - 15 Kapitel über Johannes Bobrowski. برلین ۱۹۷۵، اشتوتگارت ۱۹۷۲
- گرهارد ولف: یوهانس بابروسکی - Leben und Werk. برلین ۱۹۶۷
- کتابخانه گسترده‌تری را می‌توان در (به آلمانی) Die Johannes Bobrowski Gesellschaft e. V.